# Plano (Kroatien)
Plano  ist ein Ort in der Gespanschaft Split-Dalmatien. Es befindet sich östlich von Trogir und nordöstlich von Divulj, in der Nähe des Baches Pantana.
Die Einwohnerzahl beträgt 430 Einwohner. Es wird vorwiegend Agrarwirtschaft und Viehzucht betrieben. Wegen der begünstigten Lage durch die in der Nähe gebauten Autobahn haben sich Unternehmen angesiedelt.